# Musée d'Art de Kuopio
Le Musée d'art de Kuopio (finnois : Kuopion taidemuseo) est un musée d'art régional de la Savonie du Nord situé dans le quartier Vahtivuori dans le centre-ville de Kuopio en Finlande.

## Description
Conçu par Kauno Kallio, le Musée d'art est construit à côté de la cathédrale de Kuopio, à proximité de la place du marché.
L'édifice est un ancien comptoir bancaire.

## Collections
Les collections comportent environ 6 700 œuvres majoritairement d'art finlandais.
L'ensemble est la réunion des collections du musée d'art, du musée municipal de Kuopio, d'Oskar Huttunen, de Risto Vilhunen et de Pekka Halonen ainsi que d’autres collections.
La collection du musée d'art présente plus de 800 œuvres, la plupart d'art moderne de Savonie et de classiques de l'histoire de l'art du 19e au 21e siècles.
On peut y voir entre autres des œuvres de Juho Rissanen et des frères Von Wright (fi)
La collection du musée municipal de Kuopio compose plus de 1900 œuvres qui sont pour la plupart réparties dans différentes endroits publics de la ville.
La collection d'Oskar Huttunen riche de 91 œuvres a été cédée dans son testament par Oskar Huttunen à la ville.
Cédée en 2010, la collection de Risto Vilhunen comporte plus de 2000 objets en majorité des dessins et ouvrages graphiques finlandais modernes.
Depuis 2008, le musée d'art est dépositaire de la collection de 150 œuvres de Pekka Halonen, qui regroupe principalement des peintres finlandais et internationaux des années 1980.
Parmi les autres, citons les collections de Association des amis de la nature de Kuopio (fi) et de J. Fr. Tuhkanen.